# Canal Pommerœul-Condé
El Canal Pommeroeul-Condé és un canal de Bèlgica i de França que enllaça el canal Nimy-Blaton-Péronnes a Pomerœul amb l'Escalda a Condé-sur-l'Escaut. Forma una malla de l'enllaç de les conques del Mosa i de l'Escalda. En connectar-se amb el canal de Nimy a Pommerœul, reemplaça la connexió Mons-Condé que va suprimir-se per a la construcció de l'autopista E19 que va utilitzar el llit del canal Mons-Condé obsolet.

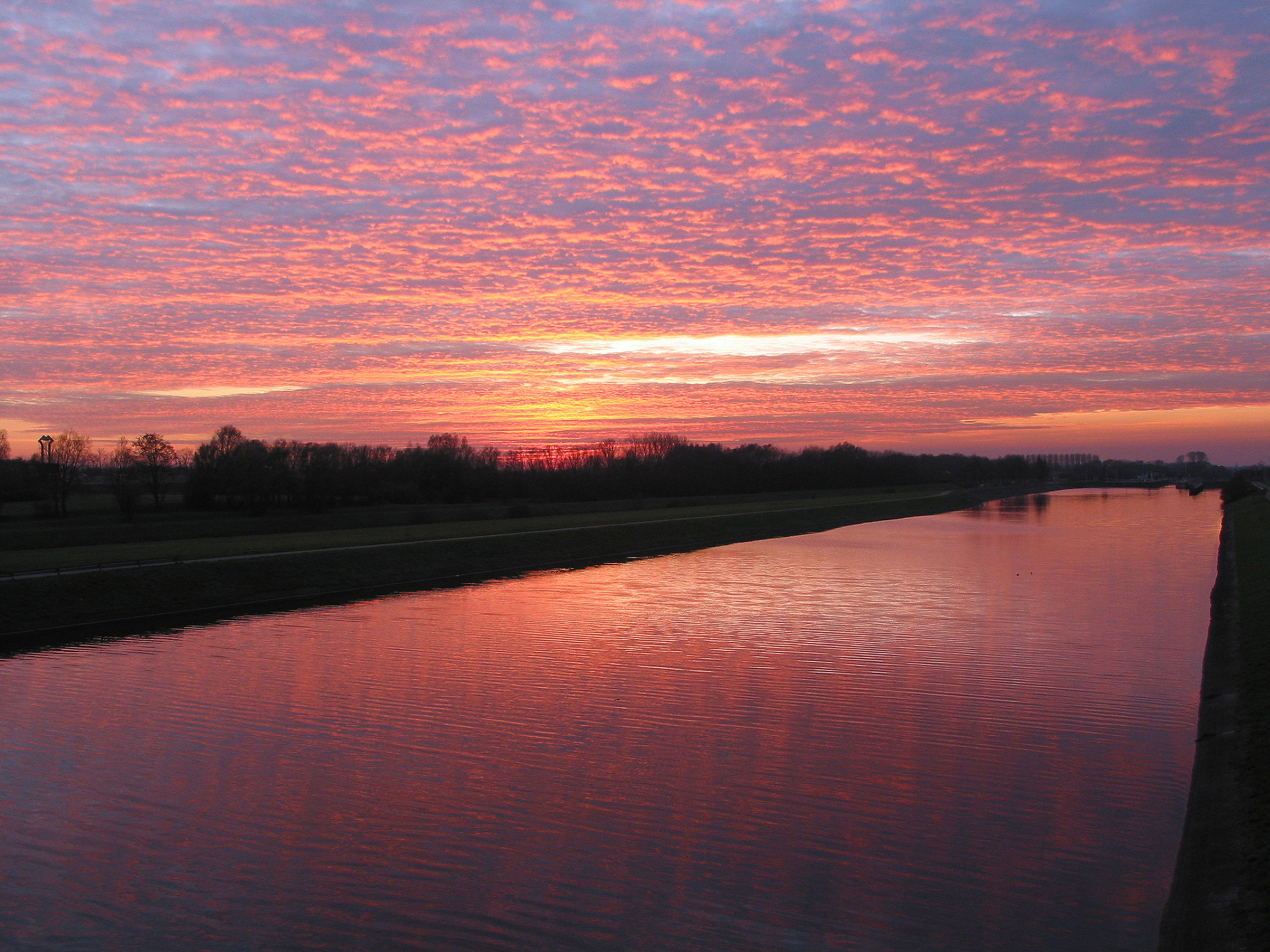
El canal a Hensies

El canal inaugurat el 1982 era d'una capacitat d'embarcacions de 1500 a 3000 tones.
Des de 1982 els rius Haine i Hogneau desemboquen al canal. Les terres al·luvials aportades per aquests rius van contribuir a l'ensorrament del canal i de la resclosa de Hensies. El dragatge és problemàtic per què els sediments són molt contaminats i encara no s'ha trobat cap solució per a emmagatzemar-los en espera del seu tractament de descontaminació.
El canal s'ha tancat a la navegació comercial el 1992. Existeix una alternativa via el canal Nimy-Blaton-Péronnes i s'estudia la reobertura del canal.

## Infraestructures
| Resclosa i ascensors | Resclosa i ascensors | Resclosa i ascensors | Resclosa i ascensors | Resclosa i ascensors | Resclosa i ascensors |
| -------------------- | -------------------- | -------------------- | -------------------- | -------------------- | -------------------- |
| Localitat            | llargada             | amplada              | calat                | alçària llibre       | desnivell            |
| Pommerœul            | m                    | m                    | … m                  | … m                  | m                    |
| Hensies              | m                    | m                    | … m                  | … m                  | m                    |